# Эш (Чужой)
Эш (англ. Ash) — андроид модели Hyperdyne Systems 120-A/2, занимавший должность научного сотрудника на космическом буксире «Ностромо», второстепенный антагонист фильма «Чужой». Был назначен на судно перед началом рейса, во время которого буксир был уничтожен.

## История персонажа
Со слов Бишопа, Эш был из серии роботов 120-A/2, созданных компанией «Хайпердайн-Системз», которые обладали неуравновешенной психикой. На момент его выпуска в мире процедура внедрения в роботов алгоритма по непричинению вреда человеку ещё не была юридически обязательной.
В начале фильма Эш изображается как спокойный логичный человек, твёрдо придерживающийся правил и протоколов и никогда не теряющий самообладания. Тем не менее, он отговаривает Рипли, решившую пойти и предупредить исследовательскую группу о сигнале опасности, расшифрованным бортовым комппьютером. Он нарушает правила, впуская заражённого Кейна, мотивируя это тем, что выполнял приказ капитана, спасая Кейну жизнь («забыв» протоколы безопасности, и что в отсутствие капитана на борту главная Рипли). Во время короткого разговора между Рипли и Ламберт они обнаруживают, что он не проявлял к ним сексуального интереса, и это вызвало у Рипли подозрения. Немного позже Паркер обнаружил Чужого у шлюза, ведущего в открытый космос, и сообщил об этом по рации Рипли, но за мгновение до того, как Рипли открыла шлюз, включился сигнал тревоги, спугнувший Чужого. Выясняя, кто включил тревогу (им оказался Эш), Рипли узнаёт, что компьютер имеет секретные инструкции — «специальный приказ № 937», требующий изменить курс «Ностромо», исследовать новую форму жизни и доставить образцы на Землю; жизни членов команды являются расходным материалом. Эш нападает на Рипли и собирается её задушить. Паркер и Ламберт приходят на помощь Рипли. Удар Паркера неожиданно отрывает голову Эша, оказывается что Эш - андроид. Лишённый управления Эш падает на Паркера и Ламберт обезвреживает его электрическим зарядом. Рипли, активировав повреждённого андроида, расспрашивает его. Эш подтверждает что имеет приказ доставить организм на Землю и что у экипажа нет никаких шансов убить Чужого, что он восхищён совершенством организма и сочувствует своим бывшим товарищам по экипажу. Рипли отключает его, а Паркер сжигает голову Эша из огнемёта.
В новеллизации Алана Дина Фостера Эш посоветовал попытаться наладить контакт с Чужим, но отказался сообщать, пытался ли он сам это сделать.

## Съёмки
Разрушение робота Эша начиналось со сцены отрывания его головы. Был сделан торс с аниматронной головой, который надели на карлика-кукловода, и, когда голова робота повисла рядом с телом, он, двигая руками, бегал перед камерой. Внутренности андроида состояли из макарон, икры, мраморных шариков и молока вместо крови.
В сцене, когда голова Эша стоит на столе, планировалось использовать аниматронную голову, но та выглядела очень неестественно, и поэтому в столе проделали дыру, через которую Иэн Холм просунул свою настоящую голову; в каждом дубле Ридли Скотт наливал ему в рот молоко, которое начинало вытекать у актёра изо рта, когда он начинал говорить.

## Критика и отзывы
- Американский журнал Entertaiment Weekly поставил Эша на 4 место среди самых любимых роботов нации[5].
- Эш возглавляет список из семи любимых персонажей фильмов ужасов американского кинорежиссёра, сценариста и продюсера Джосса Уидона[6].